# Nina Fehr Düsel
Nina Fehr Düsel, née le 27 novembre 1980 à Bülach (originaire de Küsnacht, Eglisau et Zurich), est une personnalité politique suisse, membre de l'Union démocratique du centre (UDC).

## Biographie
Nina Fehr Düsel naît Nina Fehr le 27 novembre 1980 à Bülach. Elle est originaire de Küsnacht, Eglisau et Zurich, dans le canton de Zurich.
Elle travaille comme juriste pour Swiss Life.
Elle est mariée à Thomas Düsel.

## Parcours politique
Elle siège au Conseil cantonal de Zurich du 30 novembre 2015 à fin 2023.
Elle est élue au Conseil national en octobre 2023,.